# Alaus oculatus
Alaus oculatus är en skalbaggsart som först beskrevs av Linnaeus.  Alaus oculatus ingår i släktet Alaus och familjen knäppare. Inga underarter finns listade i Catalogue of Life.

## Bildgalleri

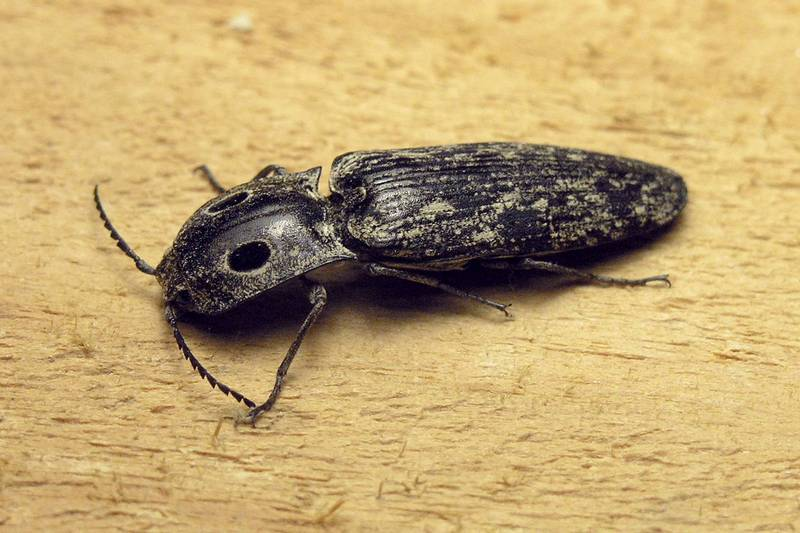